# Anna Spitzmüller

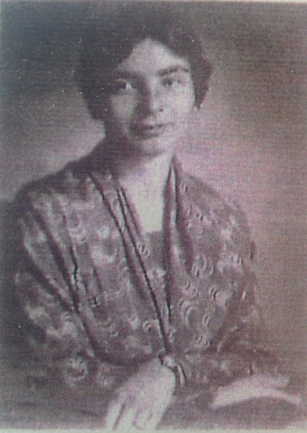
Anna Spitzmüller (um 1930)

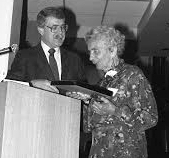
Anna Spitzmüller (1987)

Anna Spitzmüller, vollständig Anna Maria Adrienne Spitzmüller von Tonalwehr (geboren am 6. September 1903 in Znaim, Markgrafschaft Mähren, Österreich-Ungarn; gestorben am 25. September 2001 in Wien) war eine österreichische Kunsthistorikerin und Kuratorin.
Sie unterrichtete nebenberuflich mehrere Generationen an amerikanischen Studenten in Kunstgeschichte Austro-American Institute of Education (AAIE) in Wien.

## Leben
Anna Spitzmüller entstammte einer alten österreichisch-ungarischen Militärfamilie. Ihre Mutter († 1941) hatte einen aristokratischen Hintergrund. Ihr Vater war Amadeo Spitzmüller von Tonalwehr (1871–1945), ein hochrangiger Offizier in der Gemeinsamen Armee. Ihr Onkel war Alexander Spitzmüller, ein bekannter Ökonom und Bankier. Sie verbrachte ihre ersten Jahre in Prag und lebte anschließend eine Zeit lang in Olmütz. Dort erlernte sie Tschechisch und andere Sprachen. Als ihr Vater 1913 im Kriegsministerium in Wien stationiert wurde, ließ sich die Familie dort in der Windmühlengasse Nr. 15 nieder. Sie hatte einen jüngeren Bruder Erich Eduard Franz Spitzmüller von Tonalwehr (* 16. Februar 1909).
Spitzmüller besuchte ab 1918 das Gymnasium in der Rahlgasse, das erste Gymnasium für Mädchen in Wien. Der Besuch einer Ausstellung von Wandteppichen im Schloss Belvedere weckte 1920 in ihr den Entschluss, Kunsthistorikerin zu werden. 1921 schrieb sie sich bei Josef Strzygowski am 1. Kunsthistorischen Institut der Universität Wien ein, der ein umstrittener Opponent der sogenannten Wiener Schule der Kunstgeschichte war, die von Max Dvořák und Julius von Schlosser angeführt wurde. Sie schloss ihr Studium 1926 mit der Dissertation „Die Brüder Strudel als Plastiker. Ein Beitrag zur Geschichte der Hofkunst Kaiser Leopold I.“ ab. Die Arbeit befasste sich mit den Brüdern Paul und Peter Strudel, zwei Bildhauern, die im späten 17. Jahrhundert die älteste Künstlerakademie Mitteleuropas gegründet hatten. Anschließend wurde sie zunächst Volontärin an der Graphischen Sammlung Albertina, wo sie bald eine feste Anstellung erhielt. Ab 1930 begann sie am Austro-American Institute of Education zu unterrichten und war Mitbegründerin des Zonta in Wien, einem Ableger der Organisation Zonta International, dessen Vorsitz sie 1934 übernahm. Im Juli 1939 nahm sie am 15. Internationalen Kongress für Kunstgeschichte (englisch International Congress on the History of Art) in London teil. Spitzmüller beteiligte sich an der Ausgestaltung von Ausstellungen. Sie war Assistentin des Kunsthistorikers und damaligen Kustos George Saiko, der in den Jahren 1940 bis 1942 mehrere Ausstellungen mit dem Titel „Die unbekannte Albertina“ organisierte und seit 1939 mit einem Schreibverbot belegt war. Während des Zweiten Weltkriegs war sie an der Verlagerung der Bestände beteiligt, die in Höhlen und aufgegebenen Salzbergwerke in der Nähe Salzburg untergebracht wurden. Darunter befanden sie zahlreiche Werke Albrecht Dürers. Bis 1954 war sie Kustodin 1. Klasse der Albertina, deren Wiederaufbau sie begleitete. Im Anschluss arbeitete sie als Kustodin am Kunsthistorischen Museum in Wien; 1969 trat sie in den Ruhestand und ihr wurde der Titel „Hofrat“ verliehen.

## Veröffentlichungen (Auswahl)
Spitzmüller war Mitherausgeberin der Zeitschrift Kunst dem Volk. Monatsschrift für Bildende und Darstellende Kunst, Architektur und Handwerk, die von 1930 bis 1944 im Verlag von Heinrich Hoffmann in Wien erschien.
- mit Karl Ginhart: Die Kunstdenkmäler des politischen Bezirkes Villach (= Die Kunstdenkmäler Kärntens. Band 3)  A. Kollitsch, Klagenfurt 1929.
- Eine Handzeichnung von Giuseppe Arcimboldo. In: Josef Strzygowski-Festschrift. Klagenfurt 1932, S. 168–170.
- mit Alfred Stix (Hrsg.): Beschreibender Katalog der Handzeichnungen in der Staatlichen graphischen Sammlung Albertina. Band 6: Die Schulen von Ferrara, Bologna, Parma und Modena. Wien 1941.
- Kunst aus Österreich: Gotische Plastik = Art treasures in Austria: gothic sculpture = L’art en Autriche: sculpture gothique. Actien-Gesellschaft der Vöslauer Kammgarn-Fabrik, Bad Vöslau [1955].
- Kunst aus Österreich: Europäische Meisterzeichnungen und Aquarelle. Art treasures in Austria Actien-Gesellschaft der Vöslauer Kammgarn-Fabrik, Bad Vöslau 1955.